# Embraer Unidade Gavião Peixoto Airport
Embraer Unidade Gavião Peixoto Airport är en flygplats i Brasilien.   Den ligger i kommunen Gavião Peixoto och delstaten São Paulo, i den sydöstra delen av landet, 700 km söder om huvudstaden Brasília. Embraer Unidade Gavião Peixoto Airport ligger 614 meter över havet.
Terrängen runt Embraer Unidade Gavião Peixoto Airport är platt. Närmaste större samhälle är Matão, 18,5 km norr om Embraer Unidade Gavião Peixoto Airport.
Omgivningarna runt Embraer Unidade Gavião Peixoto Airport är huvudsakligen savann. Runt Embraer Unidade Gavião Peixoto Airport är det ganska tätbefolkat, med 129 invånare per kvadratkilometer.